# Primera División 1962/63
Die Primera División 1962/63 war die 32. Spielzeit der höchsten spanischen Fußballliga. Sie startete am 16. September 1962 und endete am 21. April 1963.

## Vor der Saison
- Als Titelverteidiger ging der achtfache Meister Real Madrid ins Rennen. Letztjähriger Vizemeister wurde der CF Barcelona.
- Aufgestiegen aus der Segunda División sind Deportivo La Coruña, FC Córdoba, Real Valladolid und CD Málaga.

## Vereine
| Verein              | Stadt             | Stadion                       |
| ------------------- | ----------------- | ----------------------------- |
| CF Barcelona        | Barcelona         | Camp Nou                      |
| Atlético Bilbao     | Bilbao            | Estadio San Mamés             |
| FC Córdoba          | Córdoba           | Estadio Arcángel              |
| FC Elche            | Elche             | Camp de Altabix               |
| Deportivo La Coruña | La Coruña         | Estadio Riazor                |
| Real Madrid         | Madrid            | Estadio Santiago Bernabéu     |
| Atlético Madrid     | Madrid            | Estadio Metropolitano         |
| CD Málaga           | Málaga            | Estadio La Rosaleda           |
| RCD Mallorca        | Palma de Mallorca | Estadio Lluis Sitjar          |
| Real Oviedo         | Oviedo            | Estadio Carlos Tartiere       |
| CA Osasuna          | Pamplona          | Estadio San Juan              |
| Real Saragossa      | Saragossa         | La Romareda                   |
| Betis Sevilla       | Sevilla           | Estadio Benito Villamarín     |
| FC Sevilla          | Sevilla           | Estadio Ramón Sánchez Pizjuán |
| FC Valencia         | Valencia          | Estadio Mestalla              |
| Real Valladolid     | Valladolid        | Estadio José Zorrilla         |

## Abschlusstabelle
| Pl. | Verein                  | Sp. | S  | U | N  | Tore    | Diff. | Punkte |
| --- | ----------------------- | --- | -- | - | -- | ------- | ----- | ------ |
| 1.  | Real Madrid (M, P)      | 30  | 23 | 3 | 4  | 083:330 | +50   | 49:11  |
| 2.  | Atlético Madrid         | 30  | 14 | 9 | 7  | 061:360 | +25   | 37:23  |
| 3.  | Real Oviedo             | 30  | 15 | 3 | 12 | 052:460 | +6    | 33:27  |
| 4.  | Real Valladolid (N)     | 30  | 15 | 3 | 12 | 051:530 | −2    | 33:27  |
| 5.  | Real Saragossa          | 30  | 14 | 4 | 12 | 054:390 | +15   | 32:28  |
| 6.  | CF Barcelona            | 30  | 11 | 9 | 10 | 045:360 | +9    | 31:29  |
| 7.  | FC Valencia             | 30  | 14 | 3 | 13 | 049:360 | +13   | 31:29  |
| 8.  | FC Elche                | 30  | 11 | 7 | 12 | 048:590 | −11   | 29:31  |
| 9.  | Betis Sevilla           | 30  | 12 | 4 | 14 | 041:470 | −6    | 28:32  |
| 10. | Atlético Bilbao         | 30  | 10 | 8 | 12 | 041:400 | +1    | 28:32  |
| 11. | FC Sevilla              | 30  | 11 | 5 | 14 | 040:550 | −15   | 27:33  |
| 12. | FC Córdoba (N)          | 30  | 12 | 3 | 15 | 035:390 | −4    | 27:33  |
| 13. | RCD Mallorca            | 30  | 11 | 4 | 15 | 047:570 | −10   | 26:34  |
| 14. | Deportivo La Coruña (N) | 30  | 11 | 3 | 16 | 033:480 | −15   | 25:35  |
| 15. | CA Osasuna              | 30  | 9  | 6 | 15 | 039:500 | −11   | 24:36  |
| 16. | CD Málaga (N)           | 30  | 8  | 4 | 18 | 025:700 | −45   | 20:40  |

Platzierungskriterien: 1. Punkte – 2. Direkter Vergleich (Punkte, Tordifferenz, geschossene Tore) – 3. Tordifferenz – 4. geschossene Tore

| (M) | amtierender Meister              |
| (P) | amtierender Pokalsieger          |
| (N) | Neuaufsteiger der letzten Saison |

## Kreuztabelle
| 1962/63             | Real Madrid |     | Real Oviedo | Real Valladolid | Real Saragossa | CF Barcelona | FC Valencia | FC Elche | Betis Sevilla | Atlético Bilbao |     | FC Córdoba | RCD Mallorca | Deportivo La Coruña | CA Osasuna | CD Málaga |
| ------------------- | ----------- | --- | ----------- | --------------- | -------------- | ------------ | ----------- | -------- | ------------- | --------------- | --- | ---------- | ------------ | ------------------- | ---------- | --------- |
| Real Madrid         |             | 4:3 | 2:1         | 4:1             | 4:2            | 2:0          | 1:0         | 6:1      | 3:0           | 3:2             | 2:1 | 1:0        | 5:2          | 2:1                 | 5:0        | 5:0       |
| Atlético Madrid     | 1:1         |     | 0:0         | 5:2             | 2:1            | 4:2          | 5:1         | 1:1      | 3:0           | 2:0             | 2:0 | 2:0        | 6:1          | 3:1                 | 3:0        | 5:0       |
| Real Oviedo         | 0:1         | 3:0 |             | 4:0             | 1:0            | 3:1          | 2:0         | 6:1      | 4:3           | 1:1             | 5:1 | 2:0        | 2:0          | 1:0                 | 1:1        | 2:0       |
| Real Valladolid     | 4:2         | 2:1 | 2:0         |                 | 2:1            | 1:0          | 1:0         | 0:2      | 1:0           | 2:1             | 3:1 | 6:0        | 2:0          | 3:1                 | 2:1        | 2:0       |
| Real Saragossa      | 1:0         | 1:1 | 5:0         | 6:2             |                | 2:1          | 1:0         | 1:0      | 2:1           | 2:2             | 2:4 | 1:3        | 6:1          | 2:1                 | 3:0        | 4:0       |
| CF Barcelona        | 1:5         | 0:0 | 2:1         | 2:1             | 0:0            |              | 1:1         | 4:0      | 1:0           | 0:0             | 0:0 | 2:1        | 1:1          | 5:2                 | 0:0        | 4:0       |
| FC Valencia         | 2:1         | 3:0 | 5:0         | 5:3             | 2:1            | 0:3          |             | 2:2      | 5:0           | 2:0             | 1:0 | 0:1        | 7:2          | 0:1                 | 4:1        | 2:0       |
| FC Elche            | 0:2         | 2:1 | 2:1         | 2:3             | 2:1            | 1:1          | 2:0         |          | 0:3           | 1:1             | 8:1 | 0:1        | 2:2          | 3:0                 | 2:1        | 0:2       |
| Betis Sevilla       | 2:5         | 1:0 | 2:1         | 2:2             | 2:0            | 1:1          | 2:0         | 2:3      |               | 3:2             | 2:1 | 1:0        | 2:1          | 4:0                 | 2:1        | 0:1       |
| Atlético Bilbao     | 0:1         | 0:0 | 3:1         | 3:0             | 0:2            | 2:3          | 2:1         | 2:1      | 2:0           |                 | 2:0 | 3:1        | 5:3          | 1:3                 | 2:2        | 3:0       |
| FC Sevilla          | 0:5         | 2:4 | 2:3         | 3:2             | 3:1            | 1:0          | 3:1         | 2:2      | 2:0           | 1:1             |     | 3:1        | 2:1          | 3:2                 | 2:1        | 2:1       |
| FC Córdoba          | 1:1         | 1:1 | 4:0         | 1:0             | 1:0            | 1:2          | 1:0         | 5:0      | 1:0           | 1:2             | 0:0 |            | 1:2          | 3:1                 | 3:0        | 3:1       |
| RCD Mallorca        | 5:2         | 4:0 | 3:0         | 0:0             | 2:1            | 2:0          | 0:2         | 0:1      | 1:2           | 1:0             | 1:0 | 2:0        |              | 3:1                 | 0:0        | 5:0       |
| Deportivo La Coruña | 1:3         | 1:1 | 2:1         | 1:0             | 0:2            | 1:0          | 0:0         | 1:1      | 2:1           | 0:1             | 1:0 | 2:0        | 1:0          |                     | 3:1        | 3:2       |
| CA Osasuna          | 1:1         | 1:4 | 2:3         | 4:1             | 1:2            | 3:1          | 0:1         | 3:0      | 3:2           | 1:0             | 0:0 | 3:0        | 4:1          | 1:0                 |            | 3:0       |
| CD Málaga           | 0:4         | 1:1 | 1:3         | 1:1             | 1:1            | 0:7          | 0:2         | 4:6      | 1:1           | 2:0             | 1:0 | 1:0        | 2:1          | 1:0                 | 2:0        |           |

### Relegation
|                     | Gesamt |              | Hinspiel | Rückspiel |
| ------------------- | ------ | ------------ | -------- | --------- |
| Espanyol Barcelona  | *3:3*  | RCD Mallorca | 2:1      | 1:2       |
| Deportivo La Coruña | 2:4    | UD Levante   | 1:2      | 1:2       |

- Espanyol Barcelona gewann das Entscheidungsspiel gegen RCD Mallorca mit 1:0

## Nach der Saison
Internationale Wettbewerbe
- 1. – Real Madrid – Europapokal der Landesmeister
- 2. – Atlético Madrid – Messepokal
- 5. – Real Saragossa – Messepokal
- 7. – FC Valencia – Messepokal
- Gewinner der Copa del Rey – CF Barcelona – Europapokal der Pokalsieger

Absteiger in die Segunda División
- 13. – RCD Mallorca
- 14. – Deportivo La Coruña
- 15. – CA Osasuna
- 16. – CD Málaga

Aufsteiger in die Primera División
- Real Murcia
- FC Pontevedra
- UD Levante
- Espanyol Barcelona

## Pichichi-Trophäe
Die Pichichi-Trophäe wird jährlich für den besten Torschützen der Spielzeit vergeben.
| Pl. | Nat.         | Spieler              | Verein          | Tore |
| --- | ------------ | -------------------- | --------------- | ---- |
| 1   | Ungarn 1957  | Ferenc Puskás        | Real Madrid     | 26   |
| 2   | Spanien 1945 | Emilio Morollón      | Real Valladolid | 20   |
| 3   | Spanien 1945 | José Sánchez Rodilla | Real Valladolid | 16   |
| 4   | Spanien 1945 | Amancio              | Real Madrid     | 14   |
| 5   | Spanien 1945 | Félix Ruiz           | Real Madrid     | 13   |

## Die Meistermannschaft von Real Madrid
| 1.          | Real Madrid |
| Real Madrid | - Tor: José Vicente Train (28/-); José Araquistáin (3/-) - Abwehr: Pachín (28/1); José Emilio Santamaría (26/-); Isidro Sánchez (24/-); Pedro Casado (22/-); Vicente Miera (8/-) - Mittelfeld: Lucien Muller (26/2); Félix Ruiz (23/13); Ignacio Zoco (13/1); Felo (3/-) - Sturm: Ferenc Puskás (30/26); Amancio (28/14); Francisco Gento (25/7); Alfredo Di Stéfano (13/12); Justo Tejada (9/-); Evaristo (7/3); Yanko Daucik (7/2); Fernando Serena (7/2) - Trainer: Miguel Muñoz |